# Catasticta pinava
Catasticta pinava är en fjärilsart som först beskrevs av Doubleday 1847.  Catasticta pinava ingår i släktet Catasticta och familjen vitfjärilar.
Artens utbredningsområde är Bolivia. Inga underarter finns listade i Catalogue of Life.